# Strålskydd

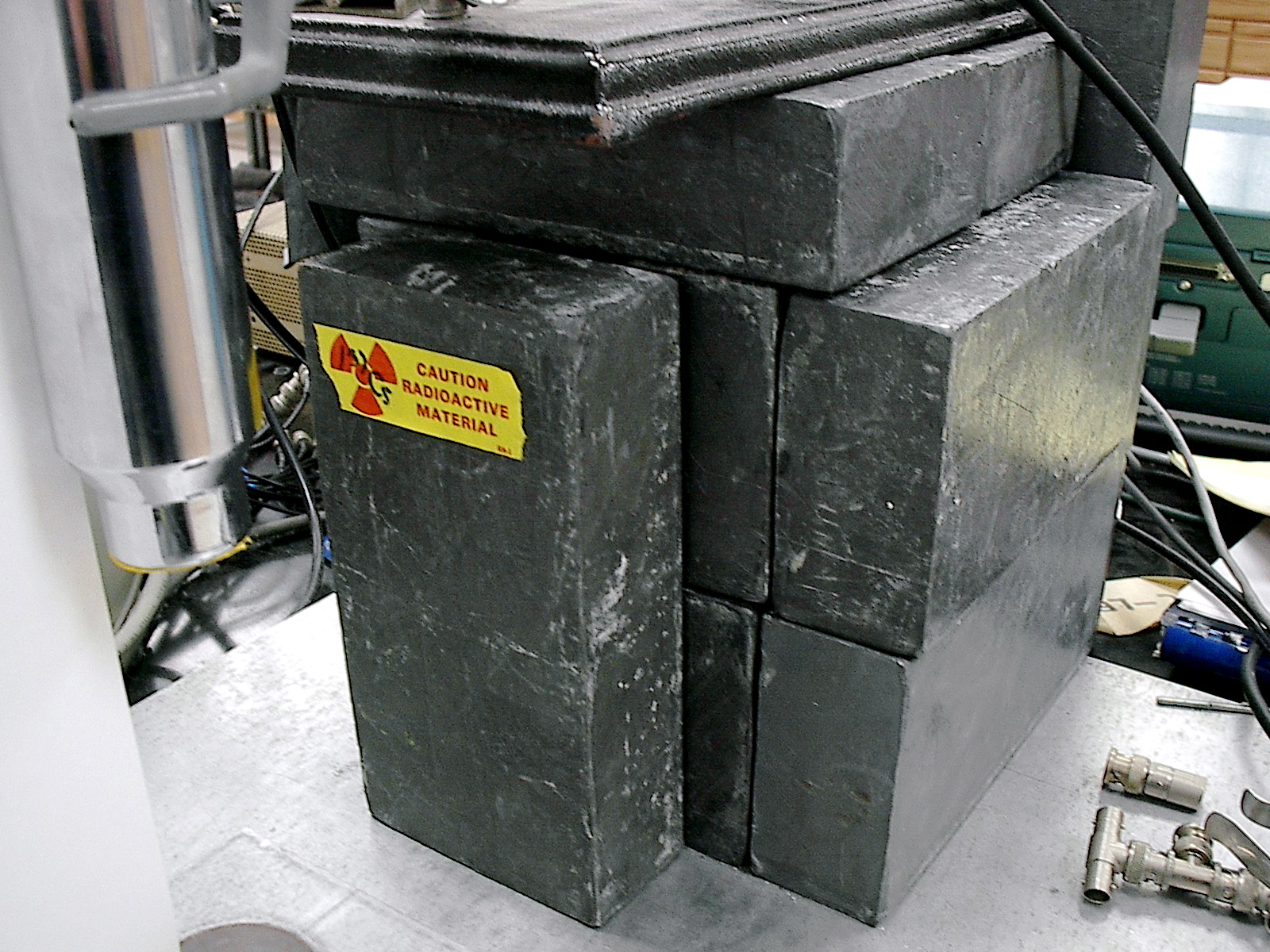
Blyskärm

Strålskydd handlar om att skydda människor och miljö mot skadliga effekter av joniserande strålning. Vilken typ av strålskydd som ska användas måste anpassas till typen av strålning, alfastrålning, betastrålning och gammastrålning.
Det finns huvudsakligen tre faktorer som påverkar stråldosen:
- Tid - genom att reducera tiden man befinner sig i strålfältet minskar stråldosen i motsvarande grad
- Avstånd - genom att öka avståndet från strålkällan avtar strålningen proportionellt mot kvadraten på avståndet
- Skärmning - genom att använda ett material framför strålkällan minskar strålningen och därmed stråldosen.

Joniserande strålning är sannolikt den påverkan på levande materia som bäst och tidigast har undersökts på ett vetenskapligt sätt. Ett mycket omfattande material, främst från olyckor med strålkällor och från de två kärnsprängningarna 1945, har studerats för att kartlägga de långsiktiga riskerna som funktion av stråldosen. Ansatsen har varit att hellre överskatta än underskatta riskerna.

## Riskbedömningar
Vid studiet av risk som funktion av stråldos fann en internationell kommitté att vid höga doser var risken direkt proportionell mot dosen. Detta gällde ned till doser där ingen risk kunde mätas. Som ansats till strålskyddsarbetet beslutade man därför att även för låga doser, där risken är så liten att man inte kan hitta den genom mätningar, skall man betrakta den som proportionell mot dosen. För dessa låga stråldoser, under cirka 200 mSv, gäller att om det finns några hälsoeffekter så är de i varje fall så låga att man inte kan hitta dem. Denna så kallade LNT-modell (Linear No Treshold) överskattar därför riskerna.
Påståendet ”det finns inga säkra gränsvärden”, som förekommer i debatten är alltså en felaktig tolkning av mätresultaten. Gränsvärdena för joniserande strålning är i verkligheten mycket säkrare än de flesta kemiska gränsvärden.
Den franska vetenskapsakademin (Académie des Sciences) och den franska akademin för medicin (Académie nationale de Médecine) publicerade 2005 en rapport  (samtidigt som rapporten BEIR VII publicerades I USA) där en tröskelvärdesmodell förordades framför LNT-modellen:
In conclusion, this report raises doubts on the validity of using LNT for evaluating the carcinogenic risk of low doses (< 100 mSv) and even more for very low doses (< 10 mSv). The LNT concept can be a useful pragmatic tool for assessing rules in radioprotection for doses above 10 mSv;  however since it is not based on biological concepts of our current knowledge, it should not be used without precaution for assessing by extrapolation the risks associated with low and even more so, with very low doses (< 10 mSv), especially for benefit-risk assessments imposed on radiologists by the European directive 97-43.
The Health Physics Society gjorde ett ställningstagande i frågan 1996, vilket uppdaterades i juli 2010:
In accordance with current knowledge of radiation health risks, the Health Physics Society recommends against quantitative estimation of health risks below an individual dose of 5 rem (50 mSv)  in one year or a lifetime dose of 10 rem (100 mSv) above that received from natural sources. Doses from natural background radiation in the United States average about 0.3 rem (3 mSv) per year. A dose of 5 rem (50 mSv) will be accumulated in the first 17 years of life and about 25 rem (250 mSv) in a lifetime of 80 years. Estimation of health risk associated with radiation doses that are of similar magnitude as those received from natural sources should be strictly qualitative and encompass a range of hypothetical health outcomes, including the possibility of no adverse health effects at such low levels.
Nuclear Regulatory Commission i USA "accepts the LNT hypothesis as a conservative model for estimating radiation risk" men noterar att "public health data do not absolutely establish the occurrence of cancer following exposure to low doses and dose rates — below about 10,000 mrem (100 mSv). Studies of occupational workers who are chronically exposed to low levels of radiation above normal background have shown no adverse biological effects."
Nya forskningsresultat om mekanismerna kring DNA repair, publicerade 2011 i Proceedings of the National Academy of Sciences of the United States, "casts considerable doubt on the general assumption that risk to ionizing radiation is proportional to dose".
Mot detta talar en ny rapport, som studerat leukemi hos barn och joniserande strålning, både naturlig bakgrundsstrålning och annan strålning.
Strålsäkerhet måste hanteras med omdöme. Risker från lågdosstrålning är svåra att bedöma. Joniserande strålning kan skapa oro och detta får inte ge upphov till ångest som innebär större skada än en okänd risk från viss lågdosstrålning.
Svenska myndigheters diskussioner år 2010 kring att sänka gränsvärdet för radon från 200 till 100 Bq/m³ är ett exempel på något som kan ha skapat större skada än nytta. Det bör dels relateras till att radonrisken framför allt berör tobaksrökare, dels att man i Schweiz för närvarande planerar att sänka riktvärdet från 1000 till 300 Bq/m³.